# Canton de Montluçon-2
Le canton de Montluçon-2 est une circonscription électorale française du département de l'Allier, créée par le décret du 27 février 2014 et entrant en vigueur lors des élections départementales de 2015.

## Histoire
Un nouveau découpage territorial de l'Allier entre en vigueur en mars 2015, défini par le décret du 21 février 2014, en application des lois du 17 mai 2013 (loi organique 2013-402 et loi 2013-403). Les conseillers départementaux sont, à compter de ces élections, élus au scrutin majoritaire binominal mixte. Les électeurs de chaque canton élisent au Conseil départemental, nouvelle appellation du Conseil général, deux membres de sexe différent, qui se présentent en binôme de candidats. Les conseillers départementaux sont élus pour six ans au scrutin binominal majoritaire à deux tours, l'accès au second tour nécessitant 12,5 % des inscrits au premier tour. En outre la totalité des conseillers départementaux est renouvelée. Ce nouveau mode de scrutin nécessite un redécoupage des cantons dont le nombre est divisé par deux avec arrondi à l'unité impaire supérieure si ce nombre n'est pas entier impair, assorti de conditions de seuils minimaux. Dans l'Allier, le nombre de cantons passe ainsi de 42 à 21. Le canton de Montluçon-2 fait partie des neuf nouveaux cantons du département, les dix autres cantons portant la dénomination d'un ancien canton, mais avec des limites territoriales différentes.

## Représentation
| Période élective | Période élective | Mandat | Mandat   | Identité                | Nuance | Nuance | Qualité                                                                                       |
| ---------------- | ---------------- | ------ | -------- | ----------------------- | ------ | ------ | --------------------------------------------------------------------------------------------- |
| 2015             | 2021             | 2015   | 2021     | Geneviève De Gouveia    |        | PCF    | Maitresse de Maison d'Enfants à Caractère Social Ancienne conseillère municipale de Montluçon |
| 2015             | 2021             | 2015   | 2021     | Christian Sanvoisin     |        | PCF    | Retraité Maire de Désertines depuis 2014                                                      |
| 2021             | 2028             | 2021   | en cours | Anne-Cécile Benoit-Gola |        | DVD    | Ergothérapeute 6e vice-présidente chargée des personnes âgées Adjointe au maire de Montluçon  |
| 2021             | 2028             | 2021   | en cours | François Brochet        |        | DVD    | Médecin retraité Conseiller municipal de Montluçon                                            |

### Résultats détaillés

#### Élections de mars 2015
À l'issue du premier tour des élections départementales de 2015, deux binômes sont en ballottage : Annie Ferry et Hubert Renaud (DVD, 29,84 %) et Geneviève De Gouveia et Christian Sanvoisin (FG, 26,34 %). Le taux de participation est de 46,03 % (5 601 votants sur 12 167 inscrits) contre 53,8 % au niveau départemental et 50,17 % au niveau national.
Au second tour, Geneviève De Gouveia et Christian Sanvoisin (FG) sont élus avec 51,26 % des suffrages exprimés et un taux de participation de 45,44 % (2 587 voix pour 5 529 votants et 12 167 inscrits).

#### Élections de juin 2021
Le premier tour des élections départementales de 2021 est marqué par un très faible taux de participation (33,26 % au niveau national). Dans le canton de Montluçon-2, ce taux de participation est de 28,99 % (3 008 votants sur 10 375 inscrits) contre 36,56 % au niveau départemental. À l'issue de ce premier tour, deux binômes sont en ballottage : Anne-Cécile Benoit-Gola et François Brochet (Union au centre et à droite, 45,53 %) et Jean-Luc Bernard et Geneviève de Gouveia (PCF, 38,87 %).
Le second tour des élections est marqué une nouvelle fois par une abstention massive équivalente au premier tour. Les taux de participation sont de 34,3 % au niveau national, 37,8 % dans le département et 32,03 % dans le canton de Montluçon-2. Anne-Cécile Benoit-Gola et François Brochet (Union au centre et à droite) sont élus avec 56,2 % des suffrages exprimés (1 722 voix pour 3 322 votants et 10 373 inscrits),,.

## Composition
| Nom                               | Code Insee | Intercommunalité        | Superficie (km2) | Population (dernière pop. légale)                | Densité (hab./km2) | Modifier                                    |
| --------------------------------- | ---------- | ----------------------- | ---------------- | ------------------------------------------------ | ------------------ | ------------------------------------------- |
| Montluçon (bureau centralisateur) | 03185      | CA Montluçon Communauté | 20,67            | Fraction : 10 877 (2022) Commune : 33 317 (2022) | 1 612              | modifier les données · modifier les données |
| Désertines                        | 03098      | CA Montluçon Communauté | 8,34             | 4 323 (2022)                                     | 518                | modifier les données · modifier les données |
| Canton de Montluçon-2             | 0310       |                         |                  | 15 200 (2022)                                    |                    | modifier les données                        |

Le nouveau canton de Montluçon-2 est composé de :
1. une commune entière,
2. la partie de la commune de Montluçon située au nord d'une ligne définie par l'axe des voies et limites suivantes : depuis la limite territoriale de la commune de Domérat, avenue Albert-Thomas, avenue Pierre-Villon, rue de Beaulieu, avenue Jean-Nègre, rue Miscailloux, rue de Verneuil, rue Pierre-Leroux, rue Raquin, ligne de chemin de fer de Montluçon à Châteauroux, avenue de la République, pont Saint-Pierre, quai Rouget-de-Lisle, ligne de chemin de fer jusqu'à la gare, avenue Marx-Dormoy, boulevard de Courtais, rue des Anciennes-Boucheries, rue Barathon, rue de La Réunion, rue de l'Hermitage, avenue John-Fitzgerald-Kennedy, rue de Rimard, ligne de chemin de fer, jusqu'à la limite territoriale de la commune de Saint-Angel.

## Démographie
En 2022, le canton comptait 15 200 habitants, en évolution de −7,03 % par rapport à 2016 (Allier : −1,38 %, France hors Mayotte : +2,11 %).
| 2013   | 2018   | 2022   |
| ------ | ------ | ------ |
| 17 015 | 16 106 | 15 200 |